# Чжан Ченлун
Чжан Ченлун  (кит.: 张 成龙, 12 травня 1989) — китайський гімнаст, олімпійський чемпіон 2012 року, бронзовий призер Олімпійських ігор 2016 року, чотириразовий чемпіон світу. .

## Виступи на Олімпіадах
| Олімпіада   | Дисципліна        | Місце   |
| ----------- | ----------------- | ------- |
| Лондон 2012 | командний залік   | 1       |
| Лондон 2012 | вільні вправи     | 31 r1/2 |
| Лондон 2012 | паралельні бруси  | 9       |
| Лондон 2012 | перекладина       | 4       |
| Лондон 2012 | кінь              | 48 r1/2 |
| Ріо 2016    | командна першість | 3       |